# Tijddomein

Tijdsdomein en frequentiedomein

Het tijddomein is een begrip uit de natuurkunde en verschillende technische gebieden, zoals de elektrotechniek, de communicatietechniek, de meet- en regeltechnieken andere gebieden. Analyse van een signaal in het tijddomein betekent dat de waarde van een signaal (of wiskundige functie) wordt beschouwd in de tijd.
De tegenhanger van het tijddomein is het frequentiedomein; signalen die periodiek zijn in het tijddomein kunnen door middel van fouriertransformatie worden omgerekend naar het frequentiedomein. Het signaal in het frequentiedomein is dan in principe het spectrum van het overeenkomstige signaal in het tijddomein.
Analyse met digitale computers is alleen mogelijk na bemonstering, dat wil zeggen dat het signaal wordt gemeten op een aantal tijdstippen, regelmatig verdeeld over de te beschouwen periode.
Het bemonsterde ('discrete') signaal kan nu naar het frequentiedomein worden omgerekend met behulp van de discrete fouriertransformatie.